# Проблемы первого мира
Проблемы первого мира (англ. First World problems) ― ироничное выражение, используемое для обозначения неприятностей, с которыми сталкиваются жители развитых стран, не имеющие в своей жизни более насущных проблем. 
Данная фраза была добавлена в Оксфордский онлайн-словарь в ноябре 2012 года и в словарь Macquarie Dictionary ― в декабре 2012 года. Является типичным примером относительной депривации ― то есть психологической неудовлетворённости, возникающей при сравнении текущего положения с желаемым. 
Термин «проблемы первого мира» впервые появился в 1979 году в работе Дж. К. Пейна «Built Environment». С 2005 года выражение получило признание в качестве интернет-мема, распространившись в социальных сетях, особенно в Twitter (где он стал популярным хэштегом). Это выражение обычно используется, чтобы раскритиковать жалобу на наличие тривиальной проблемы, устыдить жалобщика или просто как добродушное самоуничижение. ЮНИСЕФ в Новой Зеландии провёл исследование «проблем первого мира» в стране, по итогам которого было установлено, что в государстве наибольшее распространение имеет доступ к сети Интернет с наименьшей скоростью.
Трек американского музыканта-пародиста Странного Эла Янковича «First World Problems» вошёл в его альбом 2014 года под названием Mandatory Fun.

## Конкретные примеры
- медленный доступ в Интернет[9];
- невозможно найти подходящие вещи в магазине;
- фрукты с плохим вкусом;
- плохая стрижка;
- телевизионный пульт не работает;
- плохое покрытие мобильной сети;
- низкий уровень заряда батареи телефона[10];
- постоянно теряющиеся беспроводные AirPods (самая частая жалоба на AirPods). Apple Inc. попыталась решить эту проблему, представив приложение «Find My AirPods» в 2017 году[11];
- призыв к полному или частичному отказу от стрижки газонов с целью восстановления зон природного ландшафта с полевыми травами и насекомыми.
- устал бухать.
- Плохо работающая система канализации.
- Миграционная политика.